# رعد (سوره)
سوره رعد سوره ۱۳ از قرآن است و ۴۳ آیه دارد. در مکی یا مدنی بودن آن اختلاف نظر است. در این سوره به نکاتی از جمله قرآن، یکتاپرستی، آفرینش آسمان‌ها و زمین، آفرینش میوه‌ها و گیاهان، معاد و عدل الهی، مسئولیت مردم در وفای به عهد و صله رحم و صبر اشاره شده‌است.